# Martin Groenewold
Martin Groenewold (Groningen, 21 juli 1972) is een Nederlandstalige zanger, schrijver en journalist. In 2005 verscheen zijn debuut-cd Dingen Te Doen, geproduceerd door toetsenist Bert Hermelink van Toontje Lager.

## Loopbaan
Groenewold begon zijn solocarrière in 2001 met de single Total Loss. Hij werkte daarop samen met zanger Peter Groot Kormelink van Splitsing en De Jazzpolitie. Ook deed Groenewold voorprogramma's voor De Dijk en Cuby + Blizzards en deelde hij het podium met Henk Westbroek, Daniël Lohues (Skik) en Peter Groot Kormelink.
In november 2006 publiceerde Groenewold het boek Herman is alive! over de muzikant/schilder Herman Brood. In maart 2007 volgde het fotoboek Gelukkig hebben we de foto's nog over het Stadion Oosterpark van FC Groningen. De single Oosterpark 2011 werd aan deze uitgave toegevoegd. In mei 2008 volgde een nieuw cd-album, getiteld 'Zoiets moet het zijn', opnieuw geproduceerd door Bert Hermelink van Toontje Lager. De single 'Zin Om Je Te Zien' stond in de zomer van 2010 vier weken lang op 1 in de hitlijst van RTV Noord. Op 1 juli 2013 verscheen het boek Twee keer drie kwartier, een verzameling reportages en interviews die Groenewold maakte over het voorbije voetbalseizoen van FC Groningen.
Op 2 juni 2014 verscheen onder de naam Martin Groenewold & De Kopgroep de cd-single en download Alleen Maar Winnaars. Hierop zingen ook Henk Westbroek, Henk Temming en Peter Groot Kormelink mee. De opbrengst van Alleen Maar Winnaars gaat volledig naar de stichting KiKa en Fiets voor een Huis.
Op 10 februari 2015 werd op zijn website melding gemaakt van een nieuwe single, Luxeproblemen, als voorloper van een gelijknamig album. Dat werd ruim een jaar later, op 25 mei 2016, gepresenteerd in de Pathé Bioscoop in Groningen. Op het album spelen diverse oud-muzikanten van Toontje Lager mee, onder wie gitarist Rob Winter, die vooral bekendheid kreeg als vaste kracht in de band van Marco Borsato.
Begin 2017 maakte Henk Westbroek in een tweet wereldkundig dat Martin Groenewold zijn biografie zou gaan schrijven. Groenewold vertelde hier zelf onder meer over in het door Hijlco Span gepresenteerde radioprogramma Volgspot op NPO Radio 5. Het boek verscheen op 28 oktober 2017. Om het 40-jarig jubileum van Roberto Jacketti & The Scooters luister bij te zetten, stelde Groenewold in 2020 de dubbel-cd Hits & Rarities samen. Het album verscheen in december 2020 in combinatie met een door Groenewold geschreven bandbiografie.
Groenewold is tevens eindredacteur en muziekjournalist bij het Dagblad van het Noorden. Hij was de laatste dagbladjournalist van Nederland die Ramses Shaffy interviewde, op 1 december 2008. Op 14 december 2021 maakte hij samen met zijn collega's John van den Heuvel en Mick van Wely van De Telegraaf het nieuws wereldkundig dat een 22-jarige vrouw aangifte tegen Marco Borsato had gedaan vanwege aanranding. Groenewold vertelde 's avonds in de talkshow Op1 hoe hij dat nieuws op het spoor was gekomen.

## Singles
- Total loss (2001)
- Meer dan woorden (2002)
- De tolerantie (2003)
- Opnieuw beginnen (2004)
- Blijf van d'r af (2005)
- Oosterpark 2011 (2005)
- Je weet niet wat je mist (2006)
- Zoiets moet het zijn (alleen promotie, 2008)
- Twaalfduizend-en-één-nacht (alleen promotie, 2009)
- Zin om je te zien (2010)
- Jouw liedje (2011)
- Abonnement op de lente (2012)
- Grote wereld (2013)
- Alleen maar winnaars (2014, als Martin Groenewold & De Kopgroep, met Henk Westbroek, Henk Temming & Peter Groot Kormelink)
- Alleen maar winnaars (2015, als De Kopgroep, met Henk Westbroek, Henk Temming & Peter Groot Kormelink)
- Luxeproblemen (2015)
- Voor wie dat geloven wil (2016)
- Dat soort (2016)
- O lieve heer (2016)

## Albums
- Dingen te doen (2005)
- Zoiets moet het zijn (2008)
- Pantoffelheld op oorlogspad (2011)
- Luxeproblemen (2016)